# Fonocardiograma
Un fonocardiograma (en inglés: phonocardiogram, PCG) es un gráfico del registro de alta fidelidad de los ruidos cardíacos y soplos que hace el corazón, con la ayuda de una máquina llamada fonocardiógrafo; así, sedefine fonocardiografía como el registro de todos los sonidos emitidos por el corazón durante un ciclo cardíaco.

## Uso médico

Diagrama de Wiggers de varios eventos de un ciclo cardíaco, incluido un fonocardiograma en la parte inferior.

Los ruidos cardíacos son el resultado de las vibraciones creadas por el cierre de las válvulas cardíacas . Hay al menos dos; la primera (S1) se produce cuando las válvulas auriculoventriculares (tricúspide y mitral) se cierran al inicio de la sístole y la segunda (S2) cuando la válvula aórtica y la válvula pulmonar (válvulas semilunares) se cierran al final de la sístole. La fonocardiografía permite la detección de sonidos y soplos subaudibles y hace un registro permanente de estos eventos. Por el contrario, el estetoscopio no siempre puede detectar todos esos sonidos o soplos y no proporciona ningún registro de su aparición. La capacidad de cuantificar los sonidos emitidos por el corazón proporciona información que no se encuentra fácilmente disponible en pruebas más sofisticadas y proporciona información vital sobre los efectos de ciertos medicamentos en el corazón. También es un método eficaz para rastrear el progreso de la enfermedad de un paciente.

### Discreta y la transformada de ondículas de paquetes
Según una revisión de Cherif et al, la DWT de transformada de ondículas discretas es mejor para no afectar a S1 o S2 mientras se filtran los soplos cardíacos . La transformación de ondas de paquetes afecta la estructura de los componentes internos mucho más que DWT.

## Historia
La conciencia de los sonidos que emite el corazón se remonta a la antigüedad. La idea de desarrollar un instrumento para registrarlo puede remontarse a Robert Hooke (1635-1703), quien escribió: "También puede haber una posibilidad de descubrir los movimientos internos y las acciones de los cuerpos, ya sean animales, vegetales o minerales, mediante el sonido que hacen ". Los primeros ejemplos conocidos de fonocardiografía datan del siglo XIX.

William Birnbaum con un sistema de fonocardiograma para su uso en el Proyecto Gemini, 1965

Los equipos de monitorización y grabación para fonocardiografía se desarrollaron durante las décadas de 1930 y 1940. La estandarización comenzó en 1950, cuando se celebró la primera conferencia internacional en París.
Se utilizó un sistema de fonocardiograma fabricado por Beckman Instruments en al menos uno de los vuelos espaciales tripulados del Proyecto Gemini (1965-1966) para monitorear los latidos del corazón de los astronautas en el vuelo. Fue uno de los muchos instrumentos Beckman especializados y utilizados por la NASA.
John Keefer presentó una patente para un simulador de fonocardiograma en 1970 mientras era empleado del gobierno de los Estados Unidos. La descripción de la patente original indica que es un dispositivo que a través de voltaje eléctrico imita los sonidos del corazón humano.